# Haller Landheeg

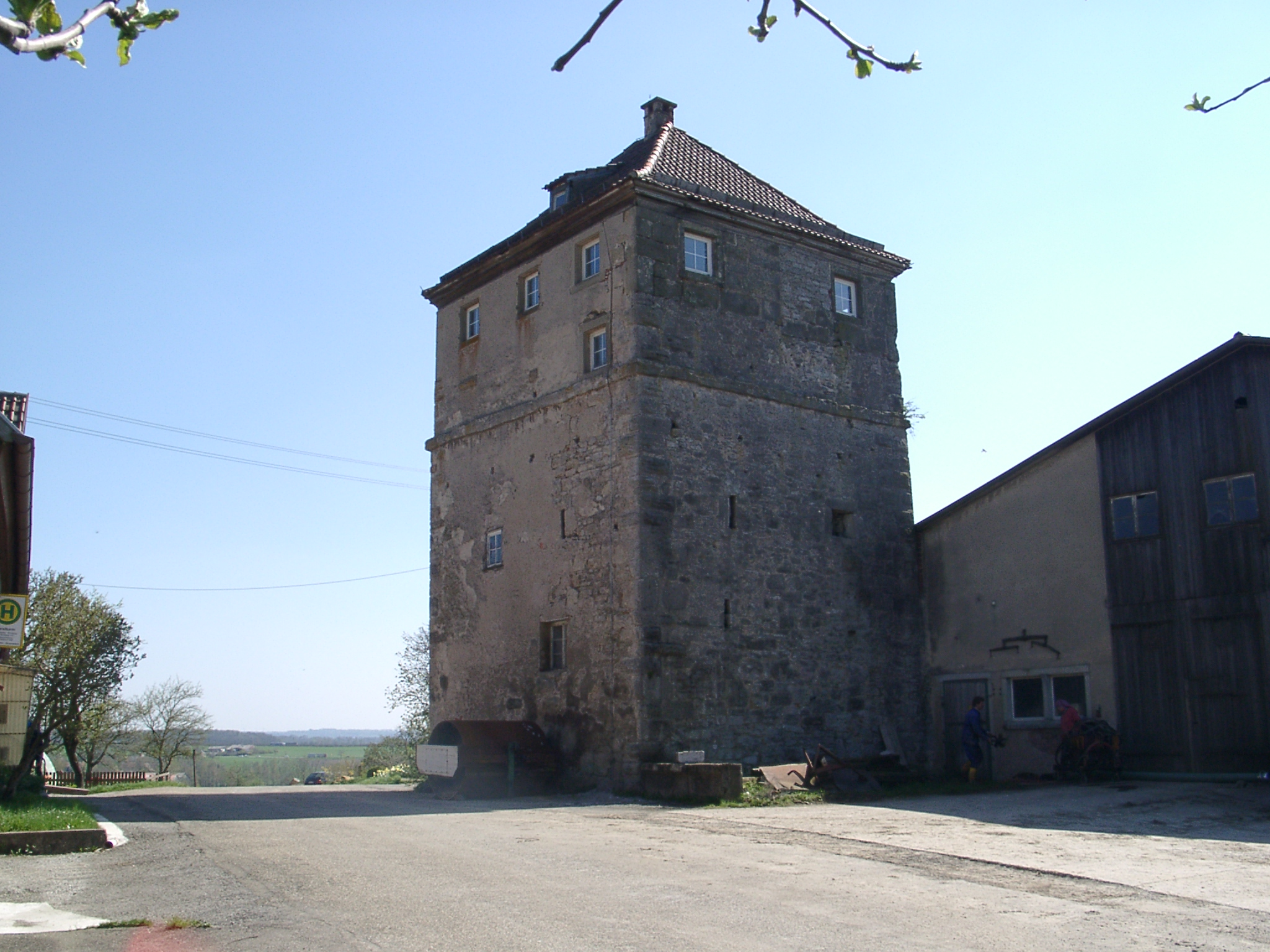
Landturm bei Hörlebach

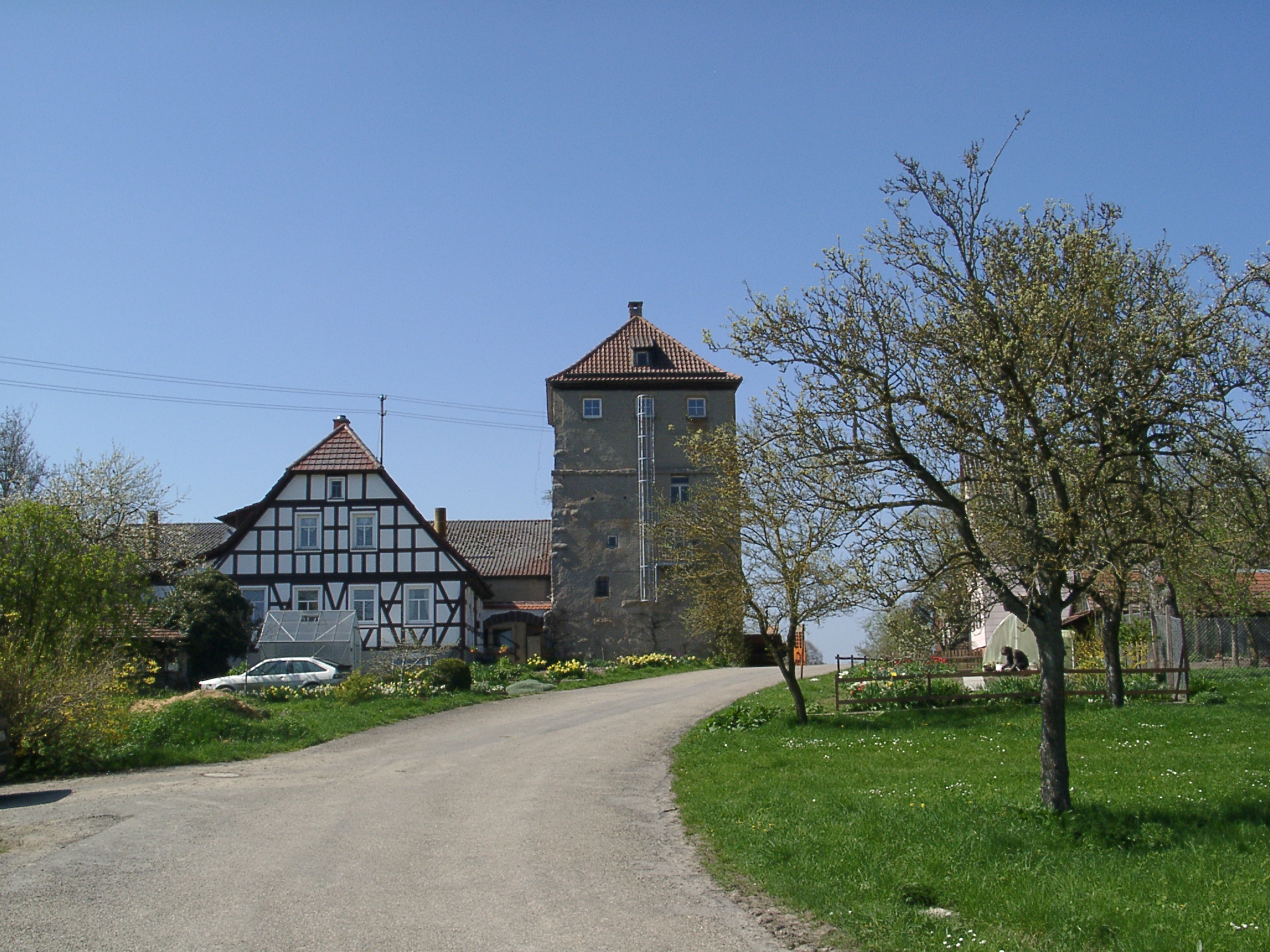
Landturm bei Hörlebach

Die Haller Landheeg war die etwa 200 km lange Landwehr des Territoriums der Reichsstadt Schwäbisch Hall. Diese konnte ein bedeutendes Landgebiet erwerben, das 1802 eine Fläche von 330 km² mit etwa 21.000 Einwohnern umfasste.

## Anlage
Es handelt sich um eine recht komplexe Anlage. Sie umschloss zwar nicht das ganze reichsstädtische Gebiet, aber einen Großteil hiervon; insbesondere die zur Reichsstadt gehörenden südöstlichen Bereiche um Vellberg und das Amt Honhardt waren nicht umhegt. Teils lag auch fremdes Territorium im Inneren, wodurch man unsinnig lange Abschnitte für nur wenig umschlossene Fläche vermied. Es gab eine äußere Hege, teilweise auch eine innere, die der äußeren in stark schwankendem Abstand folgte. Daneben trennten sogenannte Flügelhegen auch manche Innenbereiche voneinander. In beiden Fällen kann es sich zuweilen um Reste verschiedener Erweiterungsstadien handeln. Baulich zeigte, soweit heute überhaupt noch leidlich im Gelände ermittelbar, die Hege recht verschiedene Gestalt, sie bestand nämlich aus bis zu drei Gräben und Wällen hintereinander. Im Waldbereich war sie damals eher weniger ausgebaut und auffällig als auf der freien Feldflur. Wo sich an Wasserläufe haltend, war die Grenze in der Regel nur eine im Gelände baulich nicht weiter kenntlich gemachte Demarkationslinie.

## Landtürme
Die Landheeg wurde von vier sogenannten Landtürmen bewacht. Der bei Hörlebach, 1587 erbaut, ist als einziger noch erhalten. Er liegt nördlich des Weilers an der Straße nach Obersteinach. In der Gemeinde Michelfeld befindet sich an der Straße nach Witzmannsweiler, oberhalb der alten Roten Steige, ein Wohnplatz Landturm, früher wohl der ungefähre Standort eines weiteren der vier Türme. Die übrigen beiden befanden sich westlich Brachbachs an einer Weggabel und südlich Sanzenbachs auf der Waldhochebene der Lichten Platte. Die Namen von Hegenhäule und Hegenhof bei Mainhardt-Lachweiler verdanken sich der Lage dieser Wohnplätze an der Landheeg.

## Reste

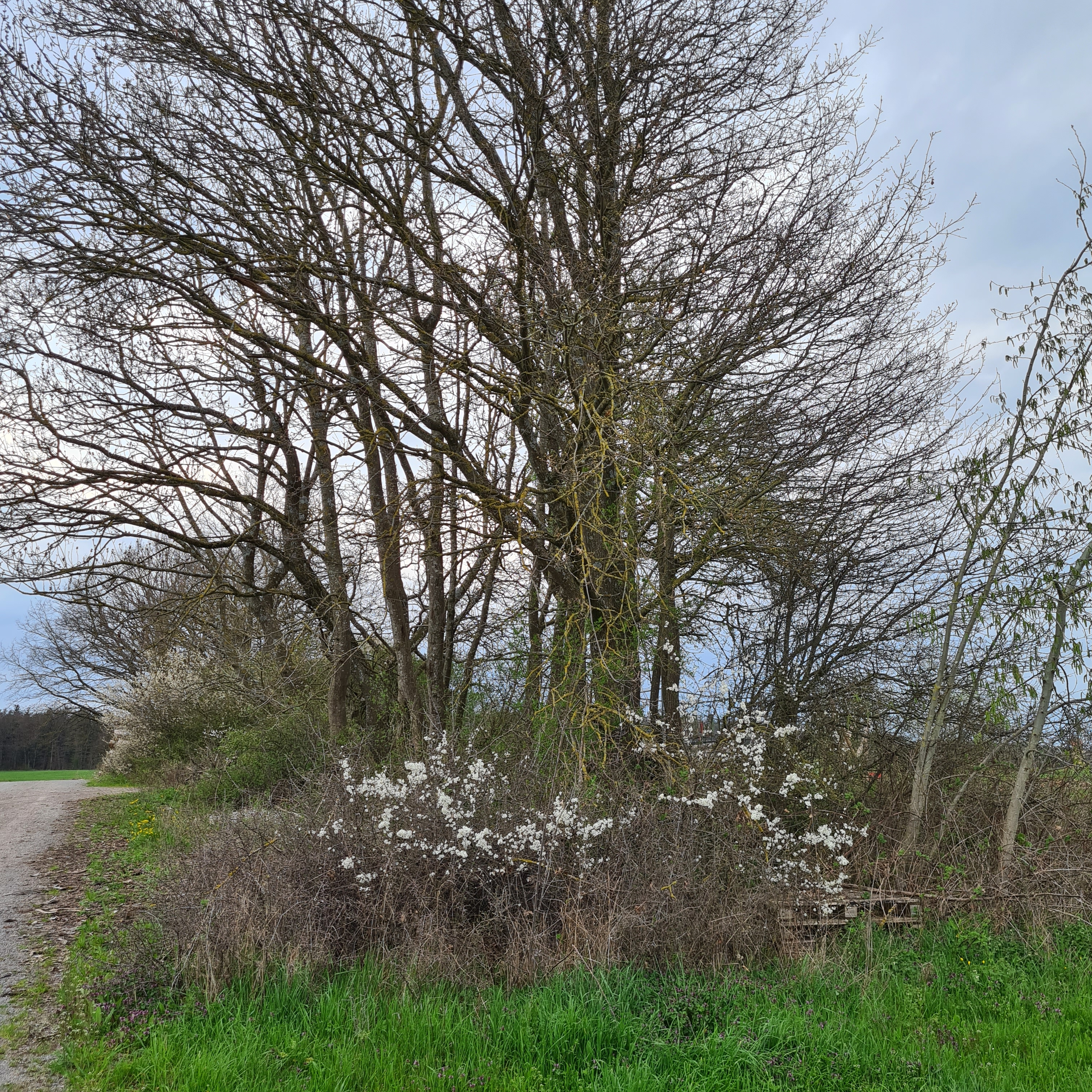
Spärlicher Rest der ehemaligen Grenzhecke neben einem Feldweg beim Mainhardter Weiler Maibach

Erhalten sind heutzutage fast nur noch Abschnitte im Wald oder am Waldrand, selbst die aber sind oft unscheinbar und nur schwer von alten Hohlwegen und Begrenzungsgräben zu unterscheiden. Hinweise auf den ehemaligen Verlauf, den zwei erhaltene Heegbeschreibungen aus der Zeit ihres Bestehens streckenweise nur ebenso vage wiedergeben wie ihre Gestalt, liefert jedoch auch der auffällig längliche Zuschnitt von Grundstücken im Heegbereich auf alten Katasterkarten aus der Zeit vor den Flurbereinigungen. Die einst landwirtschaftlich ungenutzten Flächen der Hege wurden erstmals nach ihrem Auflassen zu Anfang des 19. Jahrhunderts an Privatleute verkauft, wodurch die neuen Grundstücksgrenzen die alte Kontur absteckten. Auch alte Gewannnamen liefern Indizien, ebenso der Bewuchs, der mancherorts noch vom Ökotop der einstigen Grenzhecke geprägt sein soll.
Die noch am Boden vorhandenen Reste des Grenzwerks schwinden heute mehr und mehr, vor allem durch die land- und forstwirtschaftliche Nutzung schweren Gerätes.

## Einige erhaltene Abschnitte
- Wenig östlich des Mainhardter Weilers Hegenhäule zieht sich ein isoliertes kleines Waldstück in Richtung Nordosten, ehedem Teil der Landheeg. 49° 6′ 16″ N, 9° 35′ 17″ O
- Nordwestlich am Rande einer Hochfläche oberhalb von Michelfeld-Baierbach knickt ein von Norden kommender Heegabschnitt an der Hangkante des Geißbergs nach Osten ab. Offenbar als Hohlweg weitergenutzt. 49° 6′ 53″ N, 9° 39′ 7″ O
- Zwischen der Straße von Untermünkheim-Brachbach nach Kupferzell-Westernach und der A 6 im Norden davon liegt das Überhäuhölzle. Am Nordwestrand dieses kleinen Waldstücks liegt ein Heegabschnitt. 49° 11′ 35″ N, 9° 42′ 36″ O
- Keinen Kilometer ostnordöstlich davon zieht sich jenseits der Autobahn ein weiterer Abschnitt der Heeg mitten durch das kleine Waldstück Eichhölzle. 49° 11′ 40″ N, 9° 43′ 17″ O
- Hörlebacher Landturm westlich an der Straße zwischen Wolpertshausen-Hörlebach und Ilshofen-Obersteinach. 49° 11′ 18″ N, 9° 52′ 27″ O
- Westlich der Straße zwischen Ilshofen-Großallmerspann und Kirchberg an der Jagst-Dörrmenz und nördlich der A 6 liegt das Waldstück Stumpfholz, durch das sich recht gewunden ein doppelter Heegwall zieht. 49° 10′ 54″ N, 9° 56′ 10″ O
- Vom kleinen Straßendreieck an der südlichen Ortszufahrt von Schwäbisch Hall-Sulzdorf aus steigt ein Wirtschaftsweg in Richtung Südwesten hoch zu einem Wasserreservoir im Wald an der oberen Hangkante, an dessen linkem Rand Grabenspuren, am Hangfuß leider schon stark verfüllt 49° 5′ 26″ N, 9° 50′ 14″ O